# Дмитрий Геннадьевич Шедко
Дмитрий Геннадьевич Шедко (род. 22 января 1979 года, Минск, Республика Беларусь) — белорусский эксперт в области связи, информатизации и цифровизации, общественный деятель. Он занимал ведущие позиции в органах государственной власти и играл значимую роль в развитии цифровой экономики Беларуси. С 2024 года является председателем совета Международной некоммерческой организации «Евразийская сеть экспертов в области цифровизации» в Астане, Казахстан.

## Биография
Дмитрий Шедко родился 22 января 1979 года в Минске. В 2001 году окончил экономический факультет Белорусского государственного университета информатики и радиоэлектроники по специальности «Экономика и управление предприятием». В 2005 году получил диплом Академии управления при Президенте Республики Беларусь по специальности «Управление международным бизнесом». Он свободно владеет белорусским, русским и английским языками.

## Карьера

### Ранние годы в журналистике
С 2005 по 2011 год Дмитрий Шедко работал в общественно-политическом журнале «Планета», где занимал должности заместителя главного редактора, а с 2007 года — главного редактора.

### Работа в Министерстве информации Беларуси (2011–2014)
С 2011 по 2014 год Шедко был заместителем министра информации Республики Беларусь, курируя развитие электронных СМИ, включая радио, телевидение и интернет.
Первый заместитель министра связи и информатизации (2014–2019)
С 2014 по 2019 год он занимал должность первого заместителя министра связи и информатизации Республики Беларусь. В этот период были реализованы следующие проекты:
Массовая реализация широкополосного доступа в дома: За пять лет доля широкополосного доступа в стране увеличилась в четыре раза.
Запуск 4G: Обеспечен запуск сетей четвертого поколения по всей стране.
Развитие электронного правительства: Индекс электронной готовности Беларуси улучшился с 55-го до 40-го места в глобальном рейтинге.
Переход на цифровое телевидение: Завершен переход на цифровой формат телевидения, обеспечивший более широкий доступ к информационным услугам.

### Участие в Парке высоких технологий (2013–2022)
С 2013 по 2022 год Шедко был членом наблюдательного совета Парка высоких технологий.
В 2014 и 2018 годах он провел две значительные реформы, направленные на улучшение условий для технологического предпринимательства и развития стартапов.

### Работа в Евразийской экономической комиссии (2021–2023)
С 2021 по 2023 год занимал должность ответственного секретаря Офиса управления инициативами в рамках цифровой повестки Евразийской экономической комиссии (ЕЭК).

### Международная некоммерческая организация «Евразийская сеть экспертов в области цифровизации» (EDEN) (с 2024 года)
В 2024 году Дмитрий Шедко был избран председателем совета Международной некоммерческой организации «Евразийская сеть экспертов в области цифровизации» в Астане, Казахстан.

## Вклад в развитие цифровой экономики Беларуси

### Декрет о развитии цифровой экономики
Шедко является соавтором Декрета о развитии цифровой экономики, принятого в 2018 году. Этот декрет стал основой для правового регулирования криптоиндустрии, стимулирования стартапов и привлечения иностранных инвестиций в IT-сектор страны.

### Finstore.by и развитие криптоэкономики
После ухода с государственной службы Дмитрий Шедко возглавил компанию «ДФС», которая занималась развитием криптоплатформы Finstore.by, способствовавшей созданию легальных токенов и организации ICO.

## Арест и задержание в 2023 году
9 марта 2023 года Дмитрий Шедко был задержан в Москве сотрудниками ФСБ по подозрению в причастности к атаке на российский А-50 на авиабазе «Мачулищи», и вывезен в Беларусь. В течение десяти дней он находился в СИЗО КГБ в Минске, после чего был освобожден без предъявления официальных обвинений.